# Bobingen

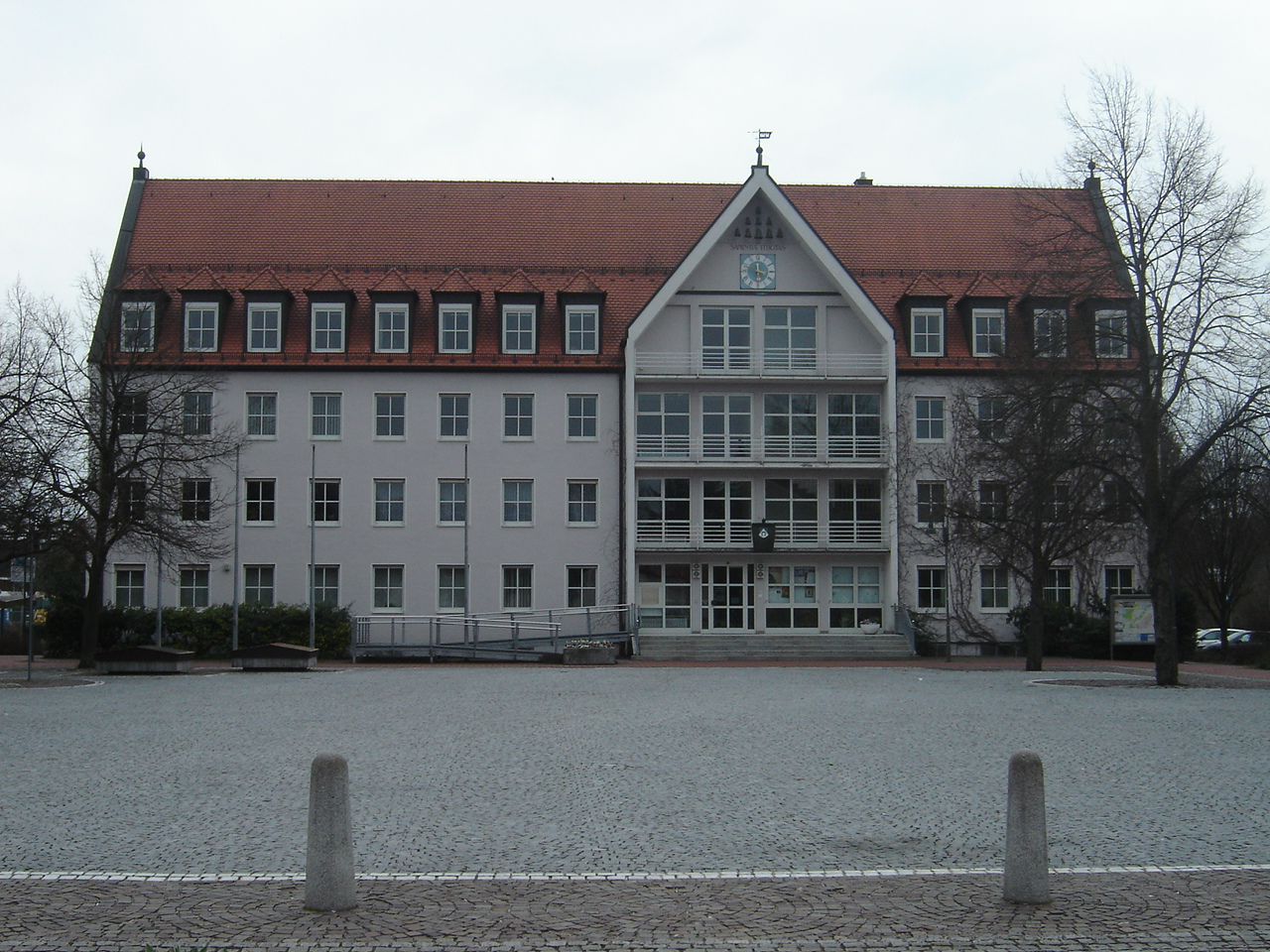
Ratusz

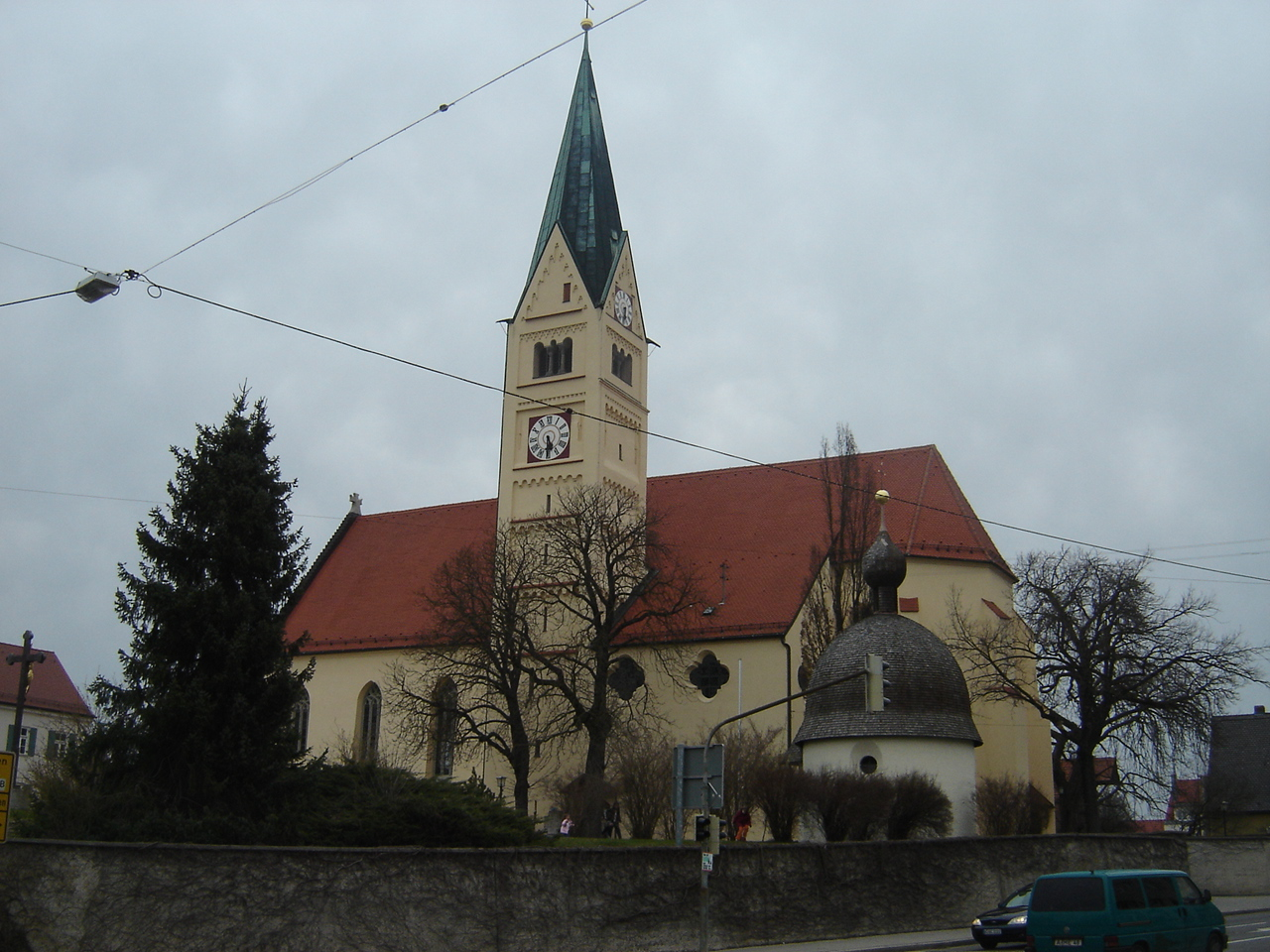
Kościół pw. św. Felicyty St. Felizitas

Bobingen – miasto w Niemczech, w kraju związkowym Bawaria, w rejencji Szwabia, w regionie Augsburg, w powiecie Augsburg. Leży około 12 km na południe od Augsburga, nad rzeką Singold, przy linii kolejowej Ulm-Augsburg.

## Polityka
Wójtem gminy jest Bernd Müller z SPD, rada gminy składa się z 24 osób.
|      | CSU | SPD | FW | Zieloni | FBU | WV | Razem |
| 2008 | 10  | 9   | 2  | 1       | 2   | -  | 24    |
| 2002 | 11  | 10  | -  | 1       | 1   | 1  | 24    |

## Osoby urodzone w Bobingen
- Roy Black, piosenkarz i aktor